# 扎德魯加山
扎德魯加山（英語：Mount Zadruga）是南極洲的山峰，位於葛拉漢地的沃登高地西部，處於比爾達德峰以西27.7公里和莫伊德峰以北12.9公里，海拔高度1,650米，以保加利亞東北部的鄉鎮命名。

## 外部連結

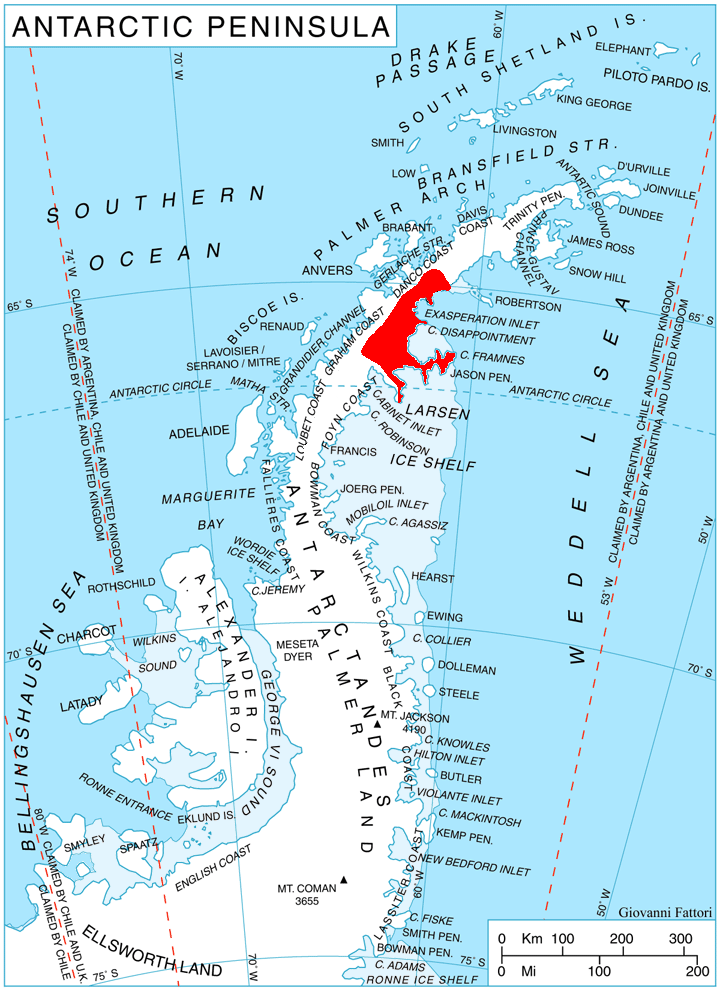

- Mount Zadruga. （页面存档备份，存于） SCAR Composite Antarctic Gazetteer.

65°48′29″S 63°12′55″W / 65.80806°S 63.21528°W